# Drömhus
Drömhus er en Dance-gruppe med Therese Grankvist i front. Gruppen stammer fra Sverige.
Gruppen fik et stort hit med nummeret "Vill Ha Dig" i 1998, der var en coverversion af Freestyles sang "Vill ha dej" fra 1981.

## Diskografi
- Drømmar (1998)
- Längtan (1999)